# Формула-2 — Чемпіонат 2018
Чемпіонат Формули-2 2018 — це п'ятдесят другий сезон чемпіонату другого рівня, що є головним постачальником пілотів для Формули-1. Це був другий сезон під назвою FIA Formula 2 Championship. У цьому сезоні відбулися найбільші зміни в історії серії, зокрема запровадження нового шасі та двигуна. Чемпіонат служив серією підтримки для Чемпіонату світу Формули-1 2018, складаючись із дванадцяти етапів.

## Технічні зміни
Для сезону 2018 року було представлено нове шасі Dallara F2 2018, що прийшло на зміну старому GP2/11. Новий болід оснащувався двигуном Mecachrome V6 з одинарним турбонаддувом. Також було запроваджено систему захисту кокпіта «Halo» для підвищення безпеки.

## Чемпіонат

### Календар та результати гонок
| Етап | Траса                       | Feature race                    | Feature race                    | Feature race                    | Sprint race                           | Sprint race                           |
| Етап | Траса                       | Поул-позиція                    | Найшвидше коло                  | Переможець (команда)            | Найшвидше коло                        | Переможець (команда)                  |
| ---- | --------------------------- | ------------------------------- | ------------------------------- | ------------------------------- | ------------------------------------- | ------------------------------------- |
| 1    | Бахрейн 7–8 квітня          | Ландо Норріс (Carlin)           | Ландо Норріс (Carlin)           | Ландо Норріс (Carlin)           | Нік де Вріс (Pertamina Prema)         | Артем Маркелов (Russian Time)         |
| 2    | Баку 27–29 квітня           | Александр Албон (DAMS)          | Джордж Расселл (ART Grand Prix) | Александр Албон (DAMS)          | Джек Ейткен (ART Grand Prix)          | Джордж Расселл (ART Grand Prix)       |
| 3    | Каталунья 11–13 травня      | Александр Албон (DAMS)          | Ніколас Латіфі (DAMS)           | Джордж Расселл (ART Grand Prix) | Джордж Расселл (ART Grand Prix)       | Джек Ейткен (ART Grand Prix)          |
| 4    | Монако 24–26 травня         | Александр Албон (DAMS)          | Максиміліан Гюнтер (BWT Arden)  | Артем Маркелов (Russian Time)   | Ніколас Латіфі (DAMS)                 | Антоніо Фуоко (Charouz Racing System) |
| 5    | Пол Рікар 22–24 червня      | Джордж Расселл (ART Grand Prix) | Нік де Вріс (Pertamina Prema)   | Джордж Расселл (ART Grand Prix) | Ральф Бошунг (MP Motorsport)          | Нік де Вріс (Pertamina Prema)         |
| 6    | Шпільберг 29 червня–1 липня | Джордж Расселл (ART Grand Prix) | Артем Маркелов (Russian Time)   | Джордж Расселл (ART Grand Prix) | Артем Маркелов (Russian Time)         | Артем Маркелов (Russian Time)         |
| 7    | Сільверстоун 6–8 липня      | Джордж Расселл (ART Grand Prix) | Джордж Расселл (ART Grand Prix) | Александр Албон (DAMS)          | Серджіо Сетте Камара (Carlin)         | Максиміліан Гюнтер (BWT Arden)        |
| 8    | Будапешт 27–29 липня        | Серджіо Сетте Камара (Carlin)   | Ральф Бошунг (MP Motorsport)    | Нік де Вріс (Pertamina Prema)   | Антоніо Фуоко (Charouz Racing System) | Александр Албон (DAMS)                |
| 9    | Спа-Франкоршам 24–26 серпня | Нік де Вріс (Pertamina Prema)   | Нік де Вріс (Pertamina Prema)   | Нік де Вріс (Pertamina Prema)   | Ніколас Латіфі (DAMS)                 | Ніколас Латіфі (DAMS)                 |
| 10   | Монца 31 серпня–2 вересня   | Джордж Расселл (ART Grand Prix) | Серджіо Сетте Камара (Carlin)   | Тадасуке Макіно (Russian Time)  | Серджіо Сетте Камара (Carlin)         | Джордж Расселл (ART Grand Prix)       |
| 11   | Сочі 29–30 вересня          | Нік де Вріс (Pertamina Prema)   | Нік де Вріс (Pertamina Prema)   | Александр Албон (DAMS)          | Джордж Расселл (ART Grand Prix)       | Джордж Расселл (ART Grand Prix)       |
| 12   | Яс-Марина 23–25 листопада   | Джордж Расселл (ART Grand Prix) | Лука Ґіотто (Campos)            | Джордж Расселл (ART Grand Prix) | Джордж Расселл (ART Grand Prix)       | Антоніо Фуоко (Charouz Racing System) |

### Залік пілотів
Титул чемпіона серед пілотів завоював Джордж Расселл з команди ART Grand Prix, випередивши свого головного конкурента Ландо Норріса. У командному заліку перемогла Carlin.
| Місце | Пілот               | Команда               | Очки |
| ----- | ------------------- | --------------------- | ---- |
| 1     | Джордж Расселл      | ART Grand Prix        | 287  |
| 2     | Ландо Норріс        | Carlin                | 219  |
| 3     | Александр Албон     | DAMS                  | 212  |
| 4     | Нік де Вріс         | Charouz Racing System | 202  |
| 5     | Серхіо Сетте Камара | Carlin                | 193  |
| ...   | ...                 | ...                   | ...  |

### Залік команд
| Місце | Команда               | Очки |     |
| ----- | --------------------- | ---- | --- |
| 1     | Carlin                | 416  |     |
| 2     | ART Grand Prix        | 389  |     |
| 3     | DAMS                  | 303  |     |
| 4     | Charouz Racing System | 279  |     |
| 5     | Russian Time          | 205  |     |
| ...   | ...                   | ...  | ... |